# Bristol (CDP, New Hampshire)

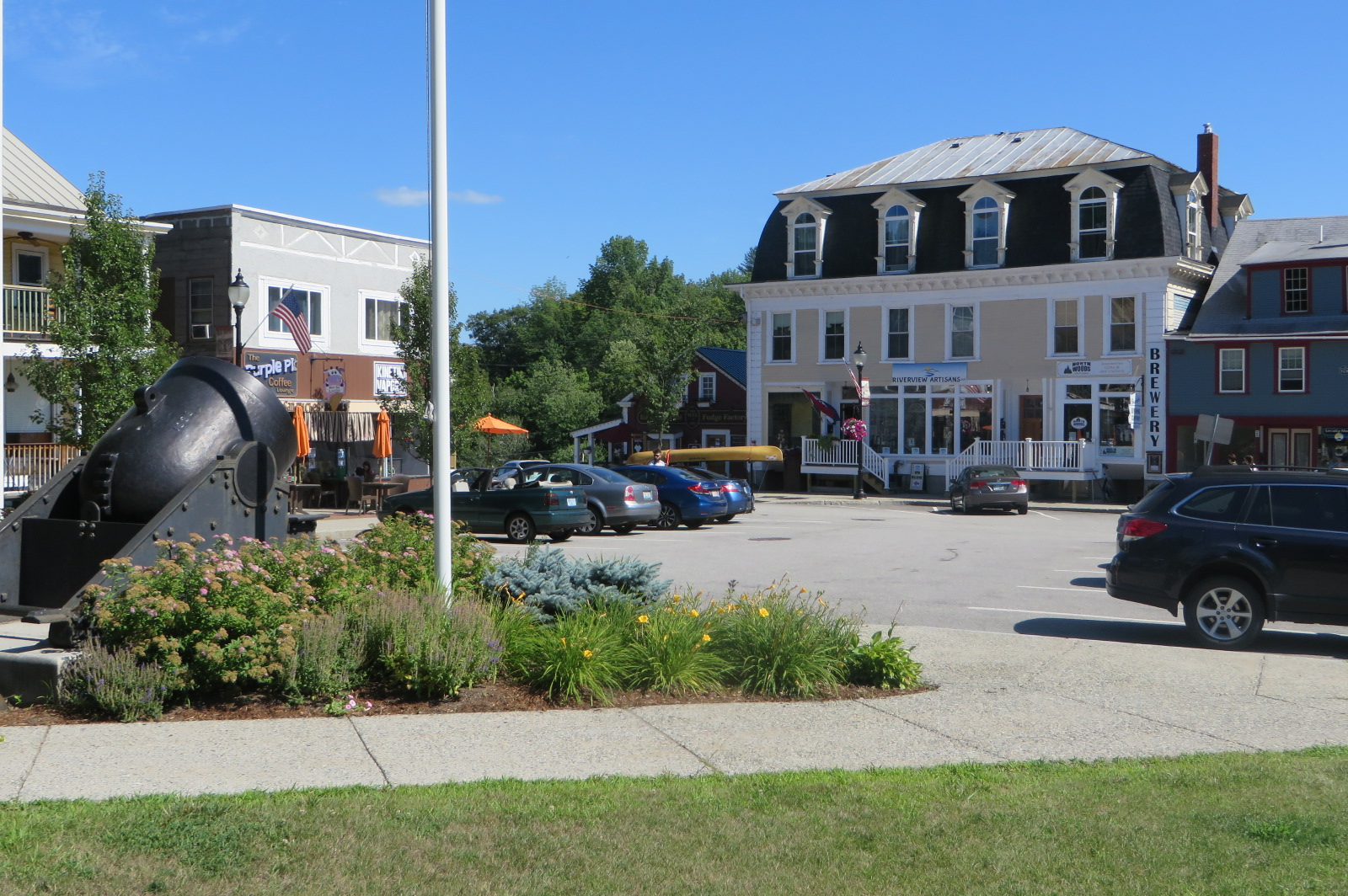
Bristol, New Hampshire (2018)

Bristol CDP ist ein Census-designated place in der Town of Bristol im Grafton County im US-Bundesstaat New Hampshire. Die Volkszählung von 2020 erfasste 1.911 Einwohner. Der CDP wurde im Jahr 2002 erstmals vom Census definiert. Er umfasst das zentrale Siedlungsgebiet der Town of Bristol.

## Lage
Der CDP liegt bei den Koordinaten 43° 36' 1.69" Nord und 71° 44' 25.54" West auf einer Höhe von 238 Metern über dem Meeresspiegel zwischen dem Newfound Lake und dem Pemigewasset River. Die 10,54 km² große Fläche des Gebietes setzt sich zusammen aus 10,38 km² Land- und 0,16 km² Wasserfläche. In Bristol kreuzen sich die New Hampshire Routes NH-104 und NH-3A.